# Deutsche Bahn Connect

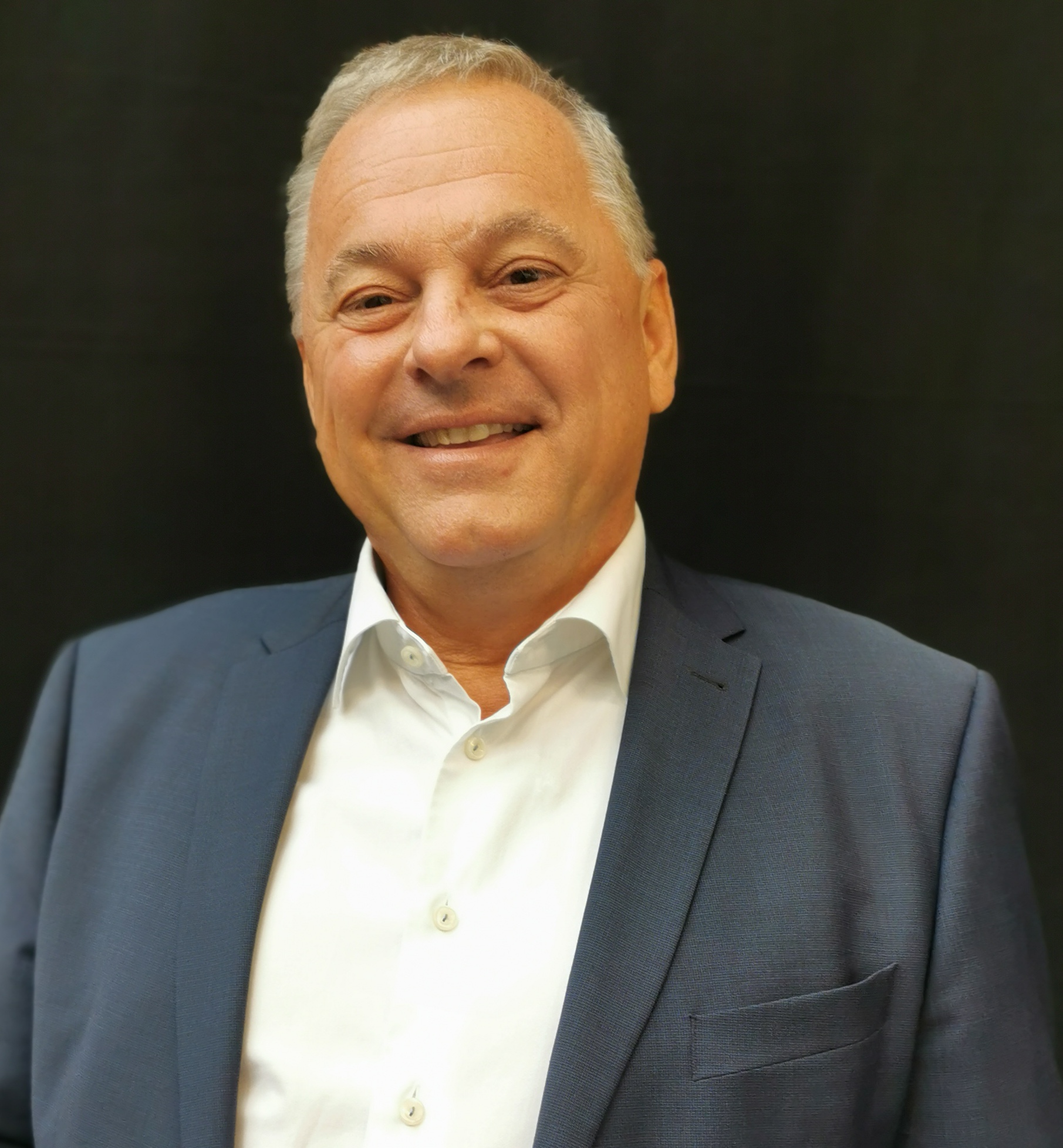
Jürgen Gudd (2022)

Die Deutsche Bahn Connect GmbH (DB Connect) ist ein deutsches Dienstleistungsunternehmen, das das Mobilitäts- und Fuhrparkmanagement des Deutsche Bahn AG Konzerns übernimmt und am externen Markt Car- und Bikesharing sowie ein Mobilitätsbudget anbietet. Das Unternehmen ist eine hundertprozentige Tochtergesellschaft der Deutschen Bahn (DB) mit Sitz in Frankfurt am Main. Sie betreibt unter anderem den Fuhrpark der DB-Konzerngesellschaften mit über 26.000 Fahrzeugen.

## Geschichte
Das Unternehmen wurde 1996 gegründet. Bis 2017 firmierte es als DB Rent GmbH. Am 1. September 2020 wurde das Unternehmen auf die Schwestergesellschaft DB FuhrparkService GmbH als übernehmenden Rechtsträger verschmolzen und die DB FuhrparkService GmbH in Deutsche Bahn Connect GmbH umfirmiert.

## Produktpalette
In der Produktpalette des Unternehmens finden sich folgende Leistungen:
- Flottenmanagement
- Bikesharing (Call a Bike)
- Carsharing (Flinkster)
- Mobilitätsbudget (Bonvoyo)
- DB Faltrad-Abo
- DB Firmenrad

### Flottenmanagement
Mit über 26.000 Fahrzeugen trägt DB Connect dazu bei, dass die kritische Infrastruktur und der Bahnbetrieb reibungsfrei funktionieren. Um den Mobilitätsbedarf des DB-Konzerns zu erfüllen, beschafft DB Connect jährlich mehrere tausend Fahrzeuge. Die Flotte umfasst verschiedene Fahrzeugtypen, die auf die Anforderungen im Bahnbetrieb zugeschnitten sind. Dazu gehören Anhänger und Sonderfahrzeuge, wie Notfallmanagement- oder Zwei-Wege-Fahrzeuge sowie Kühltransporter.
Das Leistungsportfolio im Bereich Flottenmanagement umfasst die EU-weite Ausschreibung der Fahrzeuge, die bedarfsgerechte Bestellung, die Fahrzeugbereitstellung, den Fahrzeugbetrieb, die Fahrzeugrücknahme und den Fahrzeugverkauf.
Interimsfahrzeuge mit einer Laufzeit von ab einem Monat werden auch für den externen Markt angeboten.

### Bikesharing (Call a Bike)

#### Call a Bike
DB Connect betreibt das Mietfahrrad-Angebot der Deutschen Bahn Call a Bike. Dieses App-gestützte System der Fahrradvermietung wurde 2001 in München von einem gleichnamigen Unternehmen als Pilotversuch gestartet; nach der Übernahme durch DB Rent ist es dort und in anderen Städten ausgebaut worden.
Das Angebot steht Privatkunden, Unternehmen sowie Städten und Kommunen zur Verfügung. Zum Leistungsumfang gehört auch der Betrieb von StadtRAD Hamburg, StadtRAD Lüneburg und RegioRadStuttgart.

### Carsharing (Flinkster)
Flinkster ist das Carsharing-Angebot der Deutschen Bahn. Es ist insbesondere an deutschen Bahnhöfen verfügbar. Zur Nutzung von Flinkster müssen sich Kunden zuvor registrieren und über die notwendige Flinkster-App per Videoident mit Führerschein und Personalausweis legitimieren. Das Öffnen des gemieteten Fahrzeugs erfolgt mittels NFC und dem Smartphone. Seit Oktober 2024 sind Transponderkarten zur Nutzung der Fahrzeuge entfallen Zugleich entfiel damit aber auch die Möglichkeit der Buchung über die Internetseite flinkster.de. Fahrzeuge können nun nur noch mit der App gebucht werden. Eine Buchung ohne Smartphone ist nicht mehr möglich.

#### Entwicklung von Flinkster
Zunächst wurde das Angebot unter dem Namen DB Carsharing vermarktet. Dabei kooperierte DB Rent mit BwFuhrparkService (BW Carsharing), das ebenfalls für die Öffentlichkeit angeboten wurde, jedoch ein abweichendes Tarifmodell zur Nutzung des gemeinsamen Fahrzeugpools bot. Ab März 2009 bot die Bahn in Köln und Stuttgart im Rahmen eines Pilotprojektes zunächst 130 Kleinwagen unter dem Namen Flinkster an. Bei diesem Angebot wurden, im Unterschied zum bisherigen DB Carsharing, über das gesamte Stadtgebiet verteilt in geringen Abständen auffällige dreifarbig lackierte Alfa Romeo MiTo bereitgestellt. Mittlerweile sind alle Aktivitäten im Bereich Carsharing unter dem Namen Flinkster zusammengefasst.

### Mobilitätsbudget (Bonvoyo)
Bonvoyo ist das Mobilitätsbudget der Deutschen Bahn und bietet eine Full-Service-Lösung. Ende 2024 wurde Bonvoyo als Zahloption in die App DB Navigator sowie auf bahn.de integriert, sodass Buchungen direkt mit Bonvoyo arbeitgeberfinanziert gezahlt werden können.

### DB Faltrad-Abo
Das DB Faltrad‑Abo ist ein seit Juni 2023 bundesweit verfügbares Mobilitätsangebot von DB Connect in Kooperation mit dem britischen Faltradhersteller Brompton. Das Faltrad zählt in öffentlichen Verkehrsmitteln wie Bus und Bahn als Gepäckstück und darf somit bundesweit und zeitlich unbegrenzt mitgeführt werden.
Das DB Faltrad‑Abo wurde nach einem Pilotprojekt in der Region Stuttgart in ganz Deutschland eingeführt. Es ergänzt bestehende DB‑Mobilitätsangebote wie Call a Bike und Flinkster und gehört zur DB-Initiative „Das ist grün“ im Rahmen der strategischen Ausrichtung zur klimafreundlichen Mobilität.

### DB Firmenrad
Das DB-Firmenrad ist ein Dienstrad-Leasing-Angebot von DB Connect für Mitarbeitende des DB-Konzerns. Im Rahmen einer Bruttoentgeltumwandlung können Beschäftigte Fahrräder oder Pedelecs über einen Zeitraum von in der Regel 36 Monaten beziehen. Seit dem Start 2016 haben über 100.000 Beschäftigte ein Firmenrad bestellt, wodurch die DB die größte Firmenradflotte Deutschlands betreibt. 